# Rhopalocranaus atroluteus
Rhopalocranaus atroluteus is een hooiwagen uit de familie Manaosbiidae.